# 阿羅史密斯島
65°30′28″S 65°32′09″W / 65.50778°S 65.53583°W
阿羅史密斯島（英語：Arrowsmith Island），是南極洲的島嶼，處於皮克維克島東南面1.43公里、塔普曼島以南0.5公里和菲茲金島西北面0.9公里，屬於比斯科群島中皮特群島的一部分，長2.53公里、寬0.9公里，以英國製圖師命名，現時由南極條約體系管理。